# Stigmata (Film)
Stigmata ist ein christlich-religiöser Mystery-Thriller von Rupert Wainwright aus dem Jahr 1999. Der Spielfilm beschreibt den Konflikt zwischen Frankie, einer atheistischen jungen Frau aus Pittsburgh, bei der Stigmata auftreten, und Pater Kiernan, einem ordinierten Priester, der Wunder im Auftrag des Vatikans auch aus naturwissenschaftlicher Sicht untersucht.

## Handlung
Im Vorspann ist Pater Alameida zu sehen, wie er Passagen des sogenannten Thomasevangeliums oder gar eines fiktiven Evangeliums, mit angeblich direkt von Jesus Christus selbst stammenden Passagen, aus den apokryphen Schriften liest.
Der Film beginnt mit der Beerdigung von Pater Alameida, an der Pater Kiernan zufällig anwesend ist, als er in der brasilianischen Kleinstadt Belo Quinto im Auftrag der Kongregation für die Selig- und Heiligsprechungsprozesse eine vorgebliche Wunderwirkung in einer Seitenwand dieser kleinen Kirche wissenschaftlich untersucht. Dabei wird er selbst Zeuge, wie eine Marien-Statue neben dem aufgebahrten Pater Alameida „Blut zu weinen“ beginnt und mit einer Stigmatisation einhergehende (im Zusammenhang mit Frankies Leidensgeschichte gezeigte) Begleitsymptome auftreten. Bei Kiernan handelt es sich um einen Pater, der sich jedoch mehr als Wissenschaftler sieht und somit im Konflikt steht.
In Pittsburgh wird die Friseurin Frankie eines Morgens vom Klingeln ihres Telefons geweckt. Ihre Mutter, welche sich auf einer Reise befindet (zurzeit in einem kleinen Ort in Brasilien), hatte ihr ein Päckchen geschickt. Darin befinden sich ein Fächer, eine Bürste und ein Rosenkranz. Sie geht zur Arbeit und gesteht ihrer Freundin Donna, dass sie eventuell schwanger sei.
Nach einem anstrengenden Tag im Salon legt sich Frankie in die Badewanne und überlegt, ob sie bereit für ein Kind ist. Plötzlich schreckt Frankie auf, da eine Taube in ihre Wohnung geflogen ist. Nachdem die Taube weg ist, bekommt Frankie das erste Mal ein Stigmata-Zeichen: ihre Handgelenke werden durchstochen. Sie wird in ein Krankenhaus gebracht und wird verdächtigt, sich selbst verletzt zu haben. Die Wunden sind nur geringfügig von der Pulsader entfernt und die Stiche sind durchgängig. Frankie wird entlassen und Donna verbringt die Nacht bei ihr.
Am nächsten Tag entdeckt Frankie vom Salon aus eine Frau auf der anderen Straßenseite, mit einem Baby im Arm. Die Frau lässt das Baby auf die Straße fallen. Frankie klopft und hämmert gegen die Scheibe des Salons, um die Frau davon abzuhalten. Dann rennt Frankie auf die andere Straßenseite und fragt die Passanten nach der Frau und dem Kind. Niemand hat sie gesehen. Donna bringt Frankie nach Hause. In der U-Bahn sitzen auch zwei Nonnen und ein Priester. Frankie geht zu den Nonnen, reißt einer das Kreuz vom Hals und fragt den Priester, ob er Andrew Kiernan sei. Zur gleichen Zeit gerät die Bahn ins Schleudern. Frankie hält sich rechts und links an den Laschen fest, und ihr Rücken wird von einer unsichtbaren Macht ausgepeitscht. Ebenso wird sie von Visionen geplagt.
Frankie wird nach dem Vorfall in der U-Bahn wieder ins Krankenhaus gebracht, dort lässt sie einen Schwangerschaftstest machen, welcher negativ ist. Außerdem ist ihr Arzt der Meinung, dass sie an Epilepsie leide. Frankie und Donna halten dies für unmöglich.
Pater Kiernan wird die weitere Untersuchung der eingangs erwähnten Marienstatue von Kardinal Houseman untersagt, erhält von diesem aber den Auftrag, nun zu Frankie in die USA zu reisen, da Pater Durning der Kongregation ein Videoband aus der U-Bahn mit der Auspeitschung Frankies geschickt hat. Er trifft Frankie im Friseursalon an und verabredet sich mit ihr, um über die Stigmata zu reden. Frankie zeigt ihm ihre Wunden, aber Andrew erfährt, dass Frankie nicht gläubig ist. Somit ist er der Meinung, es könne sich nicht um Stigmata handeln, da diese nur bei Gläubigen auftreten.
Wütend und enttäuscht darüber geht Frankie abends in die Disco, wo sie eine weitere Wunde erhält: den Dornenkranz. Sie verlässt in Panik die Disco und rennt im strömenden Regen nach Haus, Donna folgt ihr. Pater Kiernan steht bereits vor der Haustür und wartet. Da sieht er die blutüberströmte Frankie und folgt ihr. Sie läuft in eine einsame Gasse und redet aramäische Worte, welche der Pater nicht versteht, aber mittels eines Aufnahmegerätes speichert. Als Donna den Schauplatz betritt, sinkt Frankie nieder. Kiernan und Donna bringen sie zu Pater Durning, den sie schon in der U-Bahn getroffen haben.
In ihrer Wohnung beginnt Frankie, eine Wand mit Sätzen in einer alten Sprache zu bemalen. Kiernan macht Fotos davon und schickt sie nach Rom, wo ihm gesagt wird, dass es sich um Aramäisch handelt und dass es wohl aus dem Thomasevangelium stammt. Kardinal Houseman bekommt Wind davon und beruft eine Sitzung ein.
Pater Kiernan erfährt durch ein Gespräch mit einem ehemaligen Mitglied der damaligen Apokryphen-Kommission, dass die Kirche erkannte, dass das Thomasevangelium ihren Machtanspruch widerlegen würde, weshalb die Kommission aufgelöst wurde und alle Beweise für den Text vernichtet wurden.
Kardinal Houseman gelingt es, alle Beweise für das Schriftstück zu vernichten; er versucht dann selbst, die an ein Bett gefesselte Frankie im Rahmen eines rituellen Exorzismus umzubringen, damit das Geheimnis für immer verborgen bleibt. Kiernan greift in letzter Sekunde ein und überwältigt den Kardinal im anschließenden Kampf. Kiernan gelingt es, Pater Alameida davon zu überzeugen, Frankie freizugeben. Im Garten küssen sich die beiden und in der letzten Szene, in der Frankie auftaucht, setzt sich eine Taube auf ihre Hand und fliegt anschließend wieder davon.
Am Ende findet Kiernan schließlich die Originalschrift in der Kirche, wo auch Pater Alameida ruht.

## Hintergründe
- Das apokryphe Thomasevangelium[1] ist in Wirklichkeit nicht in aramäischer Sprache, welche Jesus selbst sprach, verfasst worden, sondern stellt eine koptische Übersetzung aus dem Griechischen dar.
- Das grundlegende Zitat „Jesus sprach: Das Reich Gottes ist in dir und um dich herum, nicht in (prachtvollen) Gebäuden aus Holz und Stein. Spalte ein Stück Holz und ich bin da. Hebe einen Stein auf und du wirst mich finden“, auf dem der Film aufbaut, ist so nicht im Thomasevangelium zu finden. Die kursiv markierte Stelle ist eine reine Erfindung der Filmmacher. Der Rest setzt sich aus verschiedenen Stellen des Evangeliums zusammen. So heißt es in Logion 3: „[…] Aber das Königreich ist in euch, und es ist außerhalb von euch. […]“ und in Logion 77: „[…] Spaltet ein Holz, ich bin da. Hebt den Stein auf, und ihr werdet mich dort finden.“[2]
- Ebenso wenig stimmt die Behauptung, dass die Kirche das Thomasevangelium geheim zu halten versucht, da es seit seiner Entdeckung in den 1940er Jahren frei zugänglich ist. Außerdem befindet sich das Evangelium nicht im Besitz der katholischen Kirche, sondern des Koptischen Museums in Kairo.
- Tatsächlich tritt Jesus aber im Thomasevangelium nicht als Kirchenstifter auf. Zentral ist hingegen der Gedanke vom „Reich des Vaters“, zu dem jeder, der sich als Kind Gottes fühlt, Zugang hat.

## Kritiken
„Ein formal brillant umgesetzter religiöser Thriller, der Horror-Elemente im Stil des Films ‚Der Exorzist‘ mit moderner Videoclip-Ästhetik vermischt, der zugleich aber an den Mängeln der auf einer kolportagehaften Verschwörungstheorie basierenden Geschichte leidet.“

„Unausgegorenes, vermeintlich seriös-informatives Spektakel mit MTV-Look und -niveau.“

## Auszeichnungen
- Nominierung für den Saturn Award 2000